# Hans-Werner Tovar

Unterschrift

Hans-Werner Tovar (* 29. Juli 1948 in Köln) ist ein deutscher Kommunalpolitiker der SPD. Von 2013 bis 2023 war er Stadtpräsident der Stadt Kiel.

## Leben
Tovar studierte ab 1973 in Köln und Kiel Rechtswissenschaften und legte 1980 seine zweite juristische Staatsprüfung ab. Im gleichen Jahr eröffnete er seine eigene Kanzlei und ist seitdem als selbstständiger Rechtsanwalt in Kiel tätig. Er ist Notar und Fachanwalt für Familienrecht sowie Familien- und Wirtschaftsmediator (BAFM/CfM) und seit 2005 AG-Leiter in der Referendarausbildung.   
Tovar lebt mit seiner Ehefrau im Kieler Stadtteil Neumühlen-Dietrichsdorf, gemeinsam haben sie drei Kinder.

## Politik
Tovar trat 1973 in die SPD ein. 1986 wurde er erstmals Ratsherr in Kiel. Er gewann seinen Wahlkreis stets direkt. Von 1990 bis 1994 war er ehrenamtlicher Stadtrat für Wohnungsbau und Wohnungswesen der Stadt Kiel, von 1994 bis 1996 ehrenamtlicher Stadtrat (ohne Sachgebiet) und 2. Allgemeiner Stellvertreter des Oberbürgermeisters. Auch war er Fraktionsvorsitzender der SPD-Ratsfraktion und hatte den Vorsitz in Ausschüssen sowie Sprecherfunktionen seiner Fraktion inne.
Am 13. Juni 2013 wählte ihn die Kieler Ratsversammlung einstimmig bei zwei Enthaltungen zum Stadtpräsidenten der Stadt Kiel. Am 14. Juni 2018 wurde er wiedergewählt. Mit Ende der Wahlperiode zog er sich 2023 aus der Politik zurück.
Tovar wurde 2000 die Freiherr-vom-Stein-Medaille verliehen.